# Tympanocryptis lineata
Tympanocryptis lineata là một loài thằn lằn trong họ Agamidae. Loài này được Peters mô tả khoa học đầu tiên năm 1863.